# David Klemperer (Mediziner)
David Klemperer (geboren 1953 in Berlin) ist ein deutscher Mediziner.

## Werdegang
Er studierte von 1977 bis 1982 Medizin an der Universität Bonn, der Universität Köln und der Universität Düsseldorf. In der Weiterbildung zum Internisten arbeitete er als Assistenzarzt in der allgemeinen Inneren Medizin, der Onkologie und der Kardiologie. Von 1991 bis 2001 war er im Bremer Öffentlichen Gesundheitsdienst erst als Leiter des Gesundheitsamtes Bremen-Nord und anschließend als Referent für Fragen der Planung, Organisation und Evaluation der regionalen Gesundheitsversorgung in der Bremer Gesundheitsbehörde tätig. In dieser Zeit durchlief er die Weiterbildung zum Facharzt für öffentliches Gesundheitswesen und erwarb die Zusatzbezeichnungen Sozialmedizin und Umweltmedizin. 2001 wurde er zum Professor für Sozialmedizin und Public Health an der Ostbayerischen Technischen Hochschule Regensburg ernannt. 2019 erfolgte seine Emeritierung. Zu seinen Forschungsinteressen zählen die Evidenz-basierte berufliche Praxis, Patientenorientierung, Shared Decision Making, regionale Versorgungsunterschiede und Interessenkonflikte.
Klemperer ist Verfasser der ersten deutschsprachigen Publikation über evidenzbasierte Medizin und Autor des Lehrbuchs Sozialmedizin – Public Health – Gesundheitswissenschaften (4. Auflage 2020). In der Periode 2009 bis 2011 war er Vorsitzender des Deutschen Netzwerks Evidenzbasierte Medizin. Er ist in einer Reihe von Organisationen und Gremien tätig und setzt sich dabei für die Orientierung der gesundheitlichen und medizinischen Versorgung am Patientenwohl ein.
Der Mediziner Georg Klemperer ist Bruder seines Großvaters, ebenso der Romanist Victor Klemperer. Der ehemalige Beachvolleyball-Spieler David Klemperer ist sein Neffe.

## Arbeits- und Forschungsschwerpunkte
Klemperers Forschungsinteressen beziehen sich auf Patientenorientierung, evidenzbasierte berufliche Praxis und Interessenkonflikte im Gesundheitswesen.
Seit Ende August 2020 gibt er gemeinsam mit Bernt-Peter Robra und Joseph Kuhn auf der Website corona-verstehen.de ein kostenfreies, fortlaufend aktualisiertes E-Book zur COVID-19-Pandemie heraus.

## Mitgliedschaften (Auswahl)
- Deutsches Netzwerk Evidenzbasierte Medizin (Vorsitzender 2009–2011)
- Deutsche Gesellschaft für Sozialmedizin und Prävention (Vorstandsmitglied 2007–2016)
- Deutsche Gesellschaft für Allgemeinmedizin und Familienmedizin
- Transparency International Deutschland.

## Gremientätigkeit (Auswahl)
- Wissenschaftlicher Beirat der AOK Bayern
- Ständige Kommission „Leitlinien“ der Arbeitsgemeinschaft der Wissenschaftlich Medizinischen Fachgesellschaften[3]
- Arzneimittelkommission der deutschen Ärzteschaft (außerordentliches Mitglied)
- Sprecher der Arbeitsgruppe Patientenorientierung (Ziel 11a) des Nationalen Krebsplans
- Wissenschaftlicher Beirat des Instituts für Qualitätssicherung und Transparenz im Gesundheitswesen (IQTIG) im Rahmen der Aufgaben nach § 137a SGB V 2016–2024
- Wissenschaftliches Mitglied des Beirats der Unabhängigen Verbraucher- und Patientenberatung (UPD) nach § 65b SGB V 2006–2023

## Veröffentlichungen (Auswahl)
Zeitschriftenaufsätze (peer-reviewed)
- T. Kühlein, T. Maibaum, D. Klemperer: „Quartäre Prävention“ oder die Verhinderung nutzloser Medizin. In: Zeitschrift für Allgemeinmedizin. Band 94, Nr. 4, 2018. (online-zfa.de)
- V. Saini, S. Garcia-Armesto, D. Klemperer, V. Paris, A. G. Elshaug, S. Brownlee, J. P. A. Ioannidis, E. S. Fisher: Drivers of poor medical care. In: The Lancet. Band 390, Nr. 10090, 2017, S. 178–190. doi:10.1016/S0140-6736(16)30947-3.
- Interessenkonflikte: Gefahr für das ärztliche Urteilsvermögen. In: Dtsch Arztebl. Band 105, Nr. 40, 2008, S. 2098–2100. (aerzteblatt.de)

Zeitschriftenaufsätze ohne peer review
- Editorial: Patientenorientierung und gemeinsame Entscheidung – die Rechte der Patientinnen und Patienten im Alltag verwirklichen. In: Dtsch Arztebl International. Band 121, Nr. 12, 2024, S. 383–384.
- Editorial: Arzneimittelforschung: Marketing vor Evidenz, Umsatz vor Sicherheit. In: Dtsch Arztebl. Band 107, Nr. 16, 2010, S. 277–278.

Herausgeber
- C. Günster, J. Klauber, D. Klemperer, M. Nothacker, B.-P. Robra, C. Schmuker Versorgungs-Report Leitlinien - Evidenz für die Praxis. 1. Auflage. MWV Medizinisch Wissenschaftliche Verlagsgesellschaft, Berlin 2023, isbn 978-3-95466-800-7.
- K. Lieb, D. Klemperer, R. Kölbel, W. D. Ludwig: Interessenkonflikte, Korruption und Compliance im Gesundheitswesen. Medizinisch Wissenschaftliche Verlagsgesellschaft, 2018, ISBN 978-3-95466-345-3.

Autorschaft
- Sozialmedizin - Public Health - Gesundheitswissenschaften: Lehrbuch für Gesundheits- und Sozialberufe. Hogrefe Verlag, Göttingen 2020, ISBN 978-3-456-86016-9.

Buchbeiträge (Auswahl)
- B.-P. Robra,  M. Nothacker, D. Klemperer: Zielsetzung medizinischer Leitlinien. In: C. Günster, J. Klauber, D. Klemperer, M. Nothacker, B.-P. Robra, C. Schmuker (Hrsg.): Versorgungs-Report Leitlinien - Evidenz für die Praxis. WIdO Versorgungs-Report. 1. Auflage. MWV Medizinisch Wissenschaftliche Verlagsgesellschaft, Berlin 2023, ISBN 978-3-95466-800-7, S. 9–18.  (mwv-open.de)
- D. Klemperer, C. Schaefer, M. Nothacker, I. Kopp: Soziale Arbeit und evidenzbasierte Leitlinien. In: S. Dettmers, J. Bischkopf (Hrsg.): Handbuch gesundheitsbezogene Soziale Arbeit. 2., aktualisierte Auflage. Ernst Reinhardt Verlag, München 2021, S. 101–106.
- D. Klemperer, M. Nothacker, I. Kopp: Gemeinsam klug entscheiden – eine Initiative für die Gesundheitsversorgung in Deutschland? In: J. Klauber, M. Geraedts, J. Friedrich, J. Wasem (Hrsg.): Krankenhaus-Report 2016. Schwerpunkt: Ambulant im Krankenhaus. Schattauer Verlag, 2016, S. 219–227. (wido.de)
- Wem dient die Medizin wirklich? Interessen, Zielkonflikte und Patientenwohl in der Klinik. In: A. Frewer, L. Bergemann, C. Jäger (Hrsg.): Interessen und Gewissen. Moralische Zielkonflikte in der Medizin (= Jahrbuch Ethik in der Klinik. Band 9). Königshausen & Neumann, Würzburg 2016, ISBN 978-3-8260-6071-7.
- N. Donner-Banzhoff, H. Bastian, A. Coulter, G. Elwyn, G. Jonitz, D. Klemperer, W. D. Ludwig: How Can Better Evidence Be Delivered? In: G. Gigerenzer, M. J. Gray (Hrsg.): Better Doctors, Better Patients, Better Decisions: Envisioning Health Care 2020. MIT Press, Cambridge, MA 2011, ISBN 978-0-262-01603-2.

## Ehrung
Am 12. September 2024 erhielt Klemperer die Salomon-Neumann-Medaille der Deutschen Gesellschaft für Sozialmedizin und Prävention (DGSMP) für besondere Verdienste um die Präventiv- und Sozialmedizin.